# Обзор Маунт-Леммон
Обзо́р Ма́унт-Ле́ммон (англ. Mount Lemmon Survey, MLS) — астрономический обзор, работающий в обсерватории Маунт-Леммон с 1994 года. Активная фаза работы была начата в 2004 году.
В марте — апреле 2007 года обзором Маунт-Леммон и проектом Spacewatch была произведена вторая регистрация астероида, позднее получившего название «Википедия».

## История
С 1994 по 2010 год было открыто 9163 астероидов, которые получили постоянное обозначение.
С 2004 по 2011 год опубликовано 9 650 346 астрометрических измерений.
Открыто множество околоземных астероидов, переоткрыта потерянная комета 206P/Барнарда — Боаттини.

## Инструменты обзора
- 1,5-м f/2 рефлектор системы Кассегрена, управляемый Обсерваторией Стюарда, принадлежащей Аризонскому университету. Поле зрения 1,0° × 1,0°, проницание до звёздной величины 21,5 V. В 2011 году работы на рефлекторе вели работы А. Р. Гиббс, Дж. Д. Ахерн, Эд Бишор, А. Боаттини, Г. Гаррэдд, А. Д. Грауэр, Р. Хилл, Р. А. Ковальски, С. М. Ларсон, Р. Макнот[4].

## Направления исследований
- Поиск околоземных астероидов
- Астрометрическая поддержка недавно открытых околоземных астероидов
- Фотометрические наблюдения астероидов (определение периода, альбедо)
- Спектроскопия астероидов